# Ґорґошево
Ґорґошево (пол. Gorgoszewo) — село в Польщі, у гміні Казьмеж Шамотульського повіту Великопольського воєводства.
У 1975-1998 роках село належало до Познанського воєводства.